# Saint-Trojan-les-Bains
Saint-Trojan-les-Bains è un comune francese di 1 514 abitanti situato nel dipartimento della Charente Marittima nella regione della Nuova Aquitania. Esso prende il nome da San Troiano, 5º vescovo di Saintes.

## Società

### Evoluzione demografica
Abitanti censiti